# Avrainville (Vosges)
Pour les articles homonymes, voir Avrainville.
Avrainville est une commune française située dans le département des Vosges, en région Grand Est.

## Géographie
La commune est à 7,5 km de Charmes, 15,1 de Mirecourt et 18 de Bayon.

### Localisation

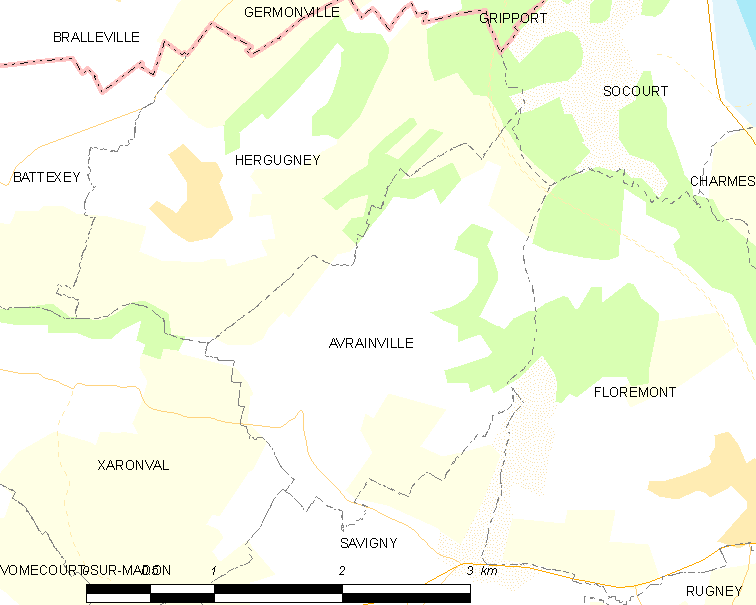
Situation géographique d'Avrainville.

### Hydrographie et les eaux souterraines
Hydrogéologie et climatologie : Système d’information pour la gestion des eaux souterraines du bassin Rhin-Meuse :
Territoire communal : Occupation du sol (Corinne Land Cover); Cours d'eau (BD Carthage),
Géologie : Carte géologique; Coupes géologiques et techniques,
 Hydrogéologie : Masses d'eau souterraine; BD Lisa; Cartes piézométriques.

#### Réseau hydrographique
La commune est située dans le bassin versant du Rhin au sein du bassin Rhin-Meuse. Elle est drainée par le Colon, le ruisseau d'Avrainville et le ruisseau de Sarrasinfosse,.
Le Colon, d'une longueur totale de 20,3 km, prend sa source dans la commune de Regney et se jette  dans le Madon à Xaronval, après avoir traversé 13 communes.

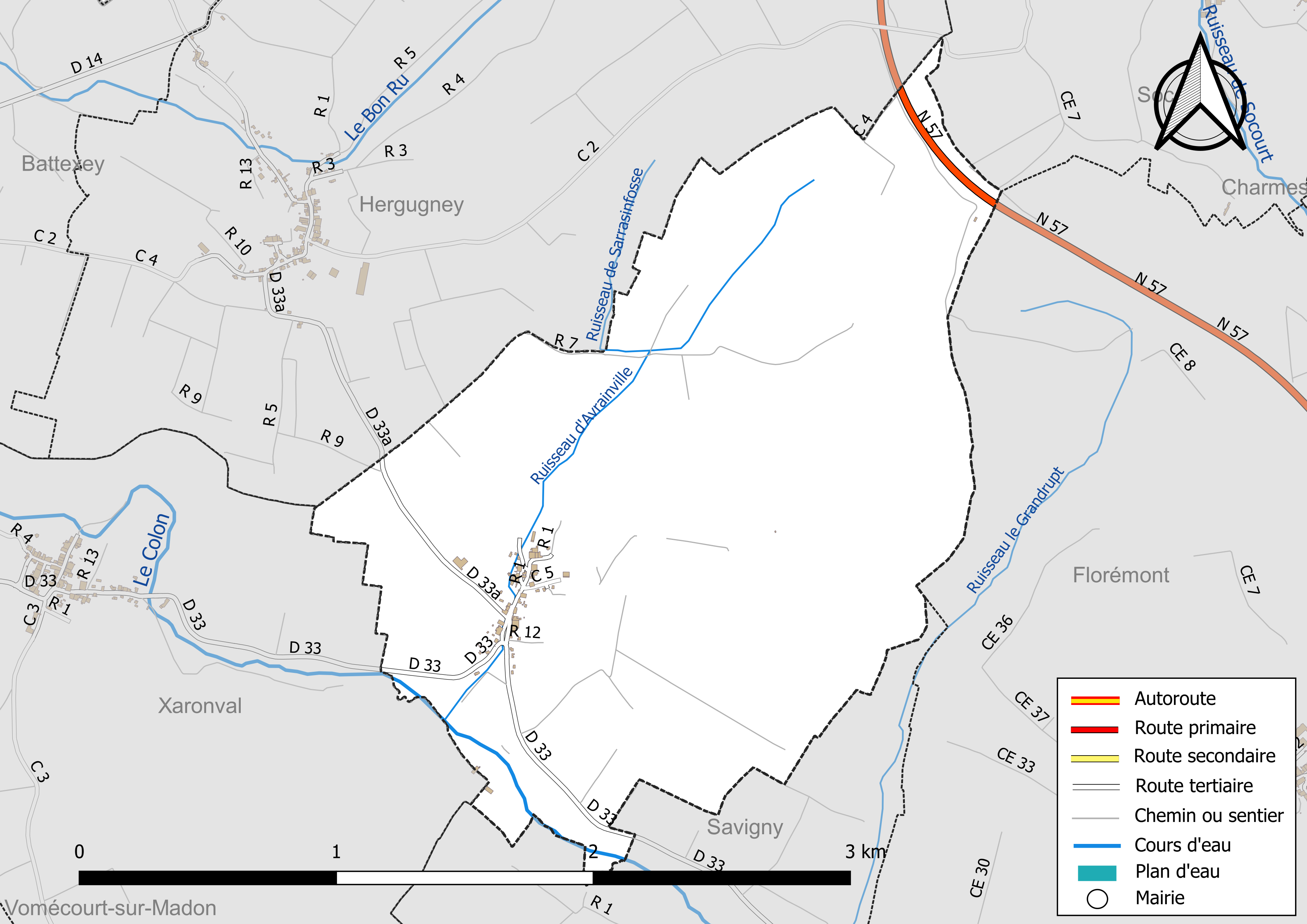
Réseaux hydrographique et routier d'Avrainville.

#### Gestion et qualité des eaux
Le territoire communal est couvert par le schéma d'aménagement et de gestion des eaux (SAGE) « Nappe des Grès du Trias Inférieur ». Ce document de planification, dont le territoire comprend le périmètre de la zone de répartition des eaux de la nappe des Grès du trias inférieur (GTI), d'une superficie de 1 497 km2, est en cours d'élaboration. L’objectif poursuivi est de stabiliser les niveaux piézométriques de la nappe des GTI et atteindre l'équilibre entre les prélèvements et la capacité de recharge de la nappe. Il doit être cohérent avec les objectifs de qualité définis dans les SDAGE Rhin-Meuse et Rhône-Méditerranée. La structure porteuse de l'élaboration et de la mise en œuvre est le conseil départemental des Vosges.
La qualité des eaux de baignade et des cours d’eau peut être consultée sur un site dédié géré par les agences de l’eau et l’Agence française pour la biodiversité.

### Climat
Pour des articles plus généraux, voir Climat du Grand Est et Climat des Vosges.
En 2010, le climat de la commune est de type climat des marges montargnardes, selon une étude du Centre national de la recherche scientifique s'appuyant sur une série de données couvrant la période 1971-2000. En 2020, Météo-France publie une typologie des climats de la France métropolitaine dans laquelle la commune est exposée à un climat semi-continental et est dans la région climatique Lorraine, plateau de Langres, Morvan, caractérisée par un hiver rude (1,5 °C), des vents modérés et des brouillards fréquents en automne et hiver.
Pour la période 1971-2000, la température annuelle moyenne est de 9,5 °C, avec une amplitude thermique annuelle de 17,1 °C. Le cumul annuel moyen de précipitations est de 892 mm, avec 12,2 jours de précipitations en janvier et 9,9 jours en juillet. Pour la période 1991-2020, la température moyenne annuelle observée sur la station météorologique de Météo-France la plus proche, « Mirecourt-inra », sur la commune de Mirecourt à 10 km à vol d'oiseau, est de 10,4 °C et le cumul annuel moyen de précipitations est de 824,3 mm. 
La température maximale relevée sur cette station est de 39,5 °C, atteinte le 25 juillet 2019 ; la température minimale est de −19,5 °C, atteinte le 20 décembre 2009,,.
Les paramètres climatiques de la commune ont été estimés pour le milieu du siècle (2041-2070) selon différents scénarios d'émission de gaz à effet de serre à partir des nouvelles projections climatiques de référence DRIAS-2020. Ils sont consultables sur un site dédié publié par Météo-France en novembre 2022.

## Urbanisme

### Typologie
Au 1er janvier 2024, Avrainville est catégorisée commune rurale à habitat dispersé, selon la nouvelle grille communale de densité à sept niveaux définie par l'Insee en 2022.
Elle est située hors unité urbaine. Par ailleurs la commune fait partie de l'aire d'attraction de Charmes, dont elle est une commune de la couronne,. Cette aire, qui regroupe 10 communes, est catégorisée dans les aires de moins de 50 000 habitants,.

### Occupation des sols
L'occupation des sols de la commune, telle qu'elle ressort de la base de données européenne d’occupation biophysique des sols Corine Land Cover (CLC), est marquée par l'importance des territoires agricoles (87,6 % en 2018), une proportion identique à celle de 1990 (87,6 %). La répartition détaillée en 2018 est la suivante : 
prairies (49,1 %), zones agricoles hétérogènes (20,3 %), terres arables (18,2 %), forêts (12,4 %). L'évolution de l’occupation des sols de la commune et de ses infrastructures peut être observée sur les différentes représentations cartographiques du territoire : la carte de Cassini (XVIIIe siècle), la carte d'état-major (1820-1866) et les cartes ou photos aériennes de l'IGN pour la période actuelle (1950 à aujourd'hui).

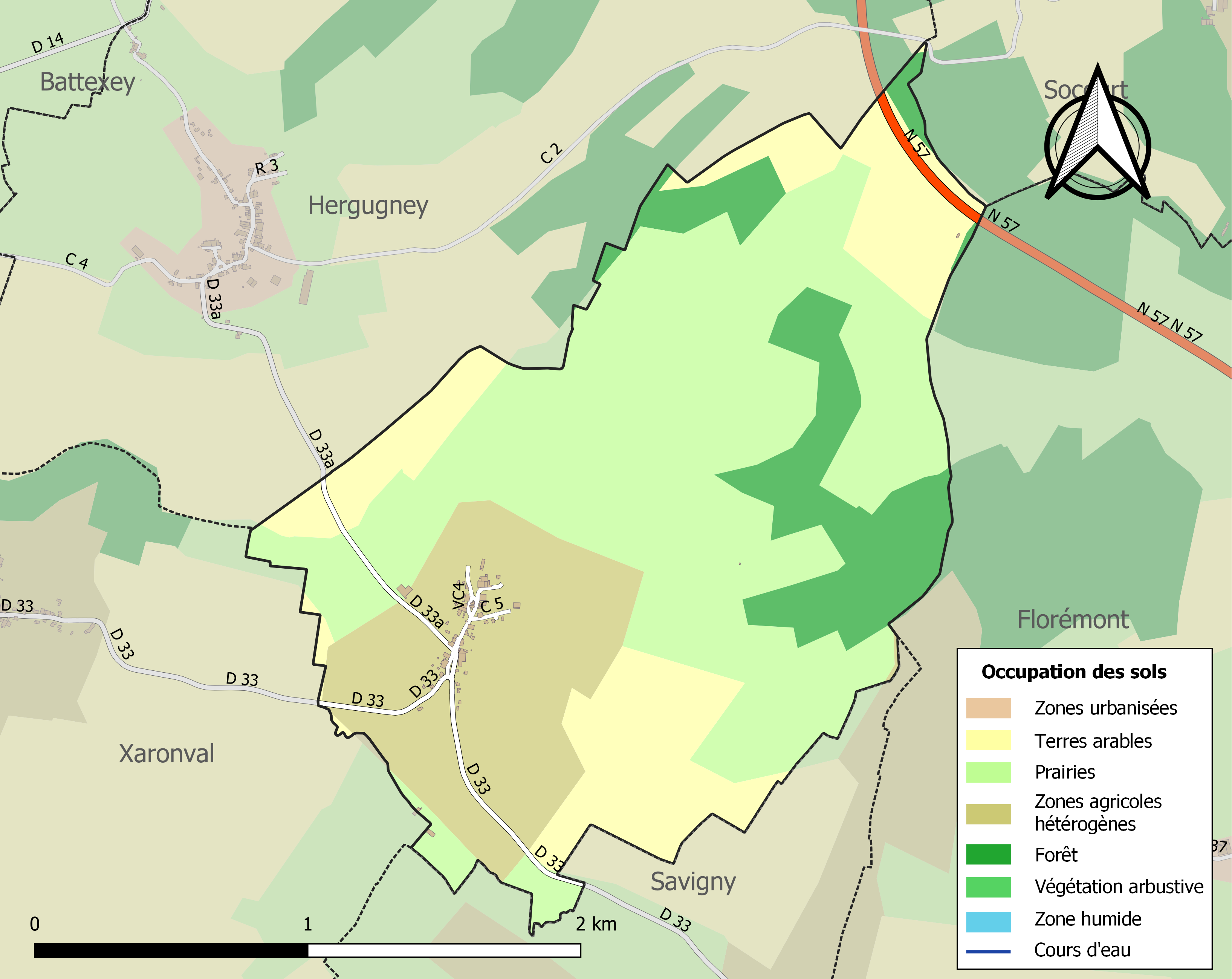
Carte des infrastructures et de l'occupation des sols de la commune en 2018 (CLC).

### Voies de communications et transports

#### Voies routières
- Autoroute A330, reliant Nancy et Flavigny-sur-Moselle à l'Autoroute A33. Échangeurs Flavigny.

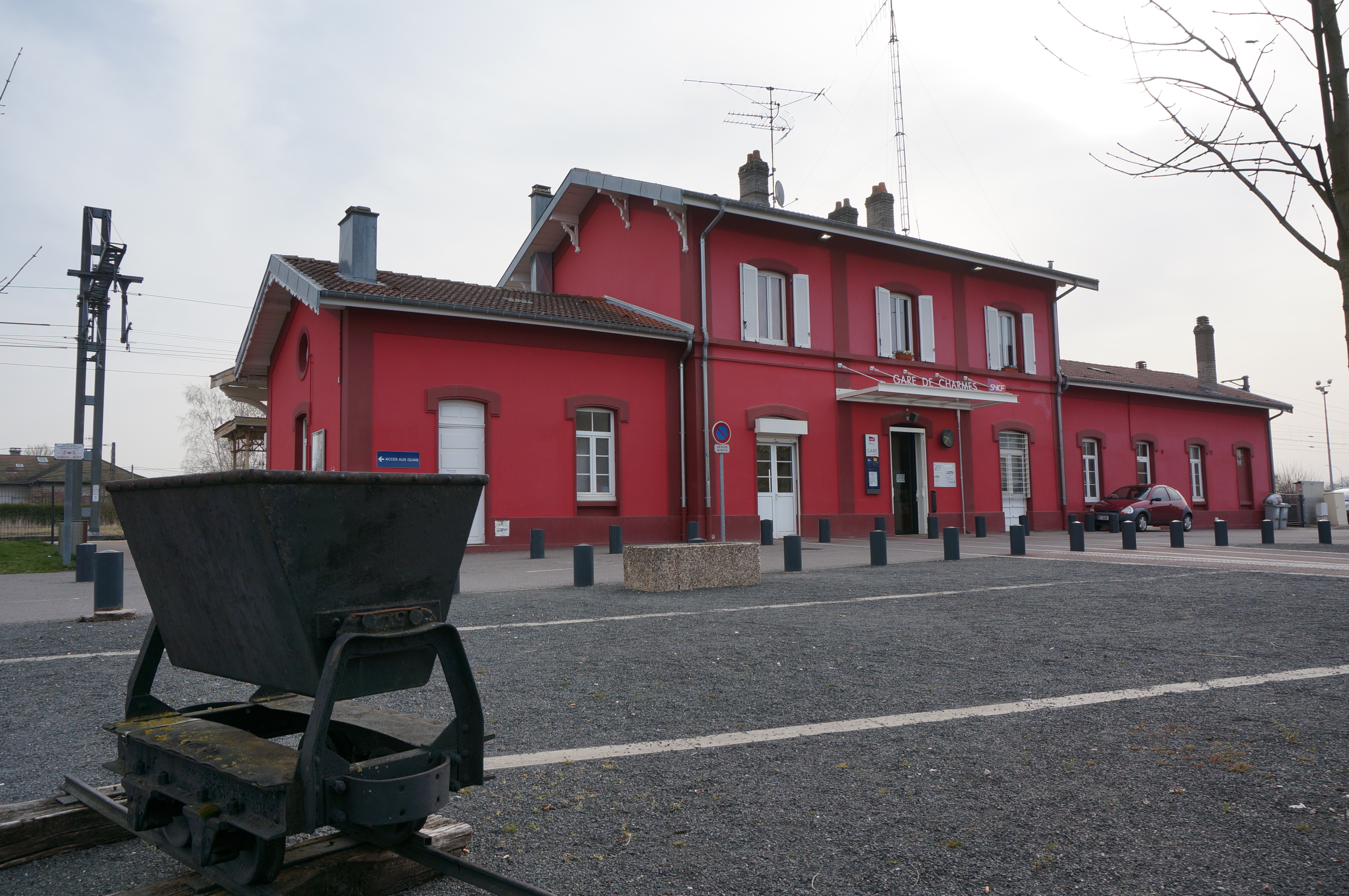
Gare de Charmes.

#### Transports en commun
- Fluo Grand Est.

#### Lignes SNCF
- Gare de Charmes
- Gare de Bayon

## Toponymie
Le nom de la localité est attesté sous les formes Ebrinevilla, Eborinovilla (xe siècle) ; Avrainville (1511) ; Apvrenville (1570) ; Avranville (1745) ; Avrainville-sur-Colon (1779).

## Histoire
Voies antiques, voie d'Autreville à Thaon. Branchement de Vandeléville à Sion et Charmes.
Le nom du village, Avrainville, est attesté dès 1511 et dépendait du bailliage de Charmes. Il appartenait au ban de Tantimont qui dépendait de la grande chancellerie du chapitre de Remiremont. Au spirituel, la commune était annexe de Tantimont, Diocèse de Toul. Aujourd'hui rattachée au Diocèse de Saint-Dié.
Tantimont était à la Révolution le chef-lieu d’un ban considérable composé d’Avrainville, Battexey, Hergugney, Tantimont et Xaronval , et son église était le centre paroissial de ces villages.

## Politique et administration

### Découpage territorial
Par arrêté préfectoral du 15 septembre 2023, la commune est retirée le 1er janvier 2024 de l'arrondissement d'Épinal et rattachée à l'arrondissement de Neufchâteau.

### Liste des maires
| Période                                  | Période                   | Identité                                       | Étiquette   | Qualité |
| ---------------------------------------- | ------------------------- | ---------------------------------------------- | ----------- | ------- |
| Les données manquantes sont à compléter. |                           |                                                |             |         |
|                                          |                           | Aimé Defrance (1925-2009)                      |             |         |
| mars 2001                                | En cours (au 25 mai 2020) | Michel Forterre Réélu pour le mandat 2020-2026 | PS puis DVG | [ 22 ]  |

### Budget et fiscalité 2022

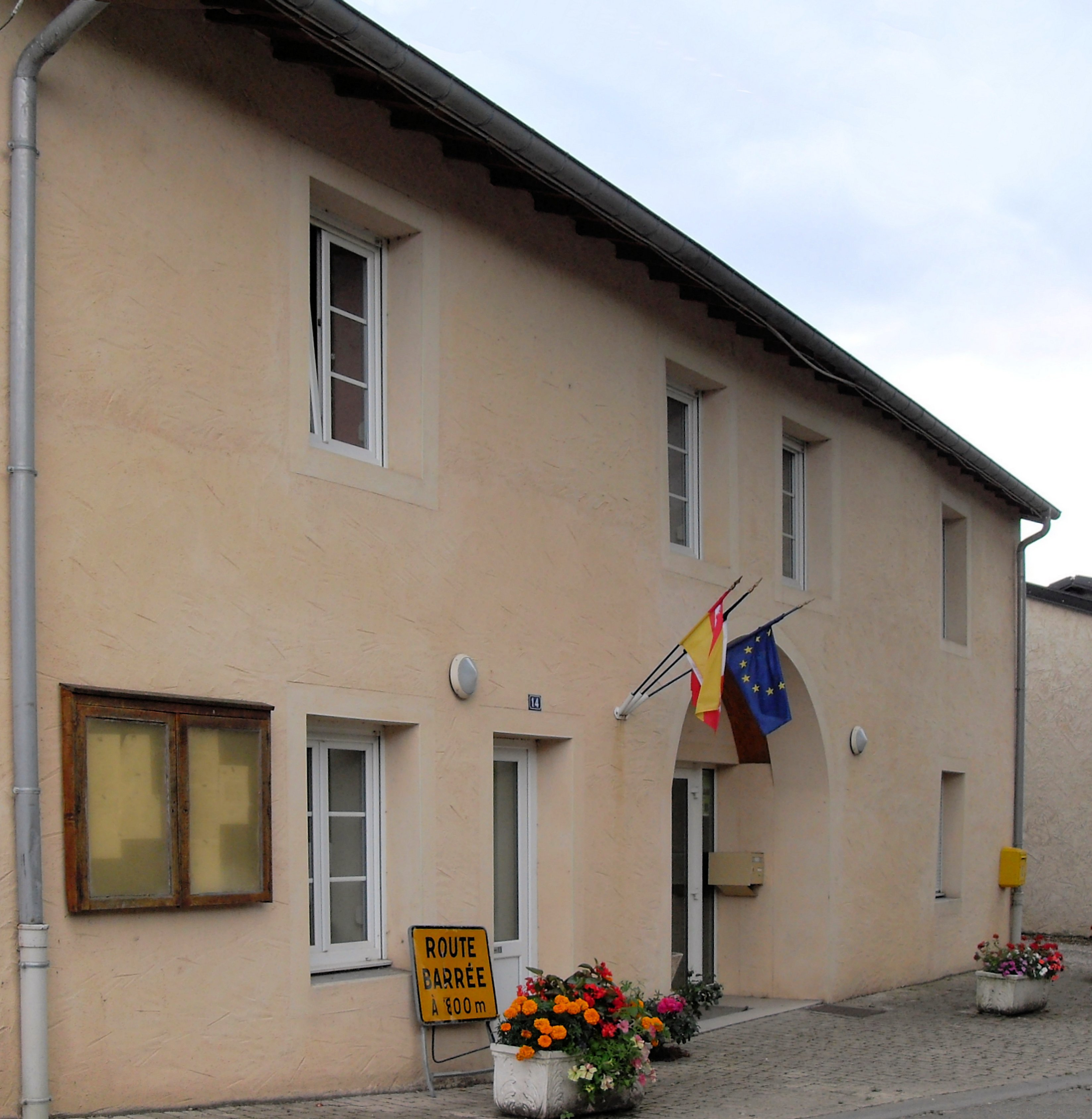
La mairie.

En 2022, le budget de la commune était constitué ainsi :
- total des produits de fonctionnement : 108 000 €, soit 945 € par habitant ;
- total des charges de fonctionnement : 66 000 €, soit 576 € par habitant ;
- total des ressources d'investissement : 16 000 €, soit 143 € par habitant ;
- total des emplois d'investissement : 85 000 €, soit 743 € par habitant ;
- endettement : 53 000 €, soit 462 € par habitant.

Avec les taux de fiscalité suivants :
- taxe d'habitation : 26,84 % ;
- taxe foncière sur les propriétés bâties : 48,14 % ;
- taxe foncière sur les propriétés non bâties : 29,57 % ;
- taxe additionnelle à la taxe foncière sur les propriétés non bâties : 0,00 % ;
- cotisation foncière des entreprises : 0,00 %.

Chiffres clés Revenus et pauvreté des ménages en 2021 : médiane en 2021 du revenu disponible, par unité de consommation : 22 780 €.

## Population et société

### Démographie

#### Évolution démographique
Les habitants sont nommés les Avrainvillois  et les habitantes les Avrainvilloises .
L'évolution du nombre d'habitants est connue à travers les recensements de la population effectués dans la commune depuis 1793. Pour les communes de moins de 10 000 habitants, une enquête de recensement portant sur toute la population est réalisée tous les cinq ans, les populations de référence des années intermédiaires étant quant à elles estimées par interpolation ou extrapolation. Pour la commune, le premier recensement exhaustif entrant dans le cadre du nouveau dispositif a été réalisé en 2007.

En 2022, la commune comptait 115 habitants, en évolution de +5,5 % par rapport à 2016 (Vosges : −2,96 %, France hors Mayotte : +2,11 %).
| 1793 | 1800 | 1806 | 1821 | 1831 | 1836 | 1841 | 1846 | 1856 |
| ---- | ---- | ---- | ---- | ---- | ---- | ---- | ---- | ---- |
| 71   | 132  | 183  | 189  | 182  | 199  | 198  | 223  | 199  |

| 1861 | 1866 | 1876 | 1881 | 1886 | 1891 | 1896 | 1901 | 1906 |
| ---- | ---- | ---- | ---- | ---- | ---- | ---- | ---- | ---- |
| 184  | 172  | 170  | 150  | 152  | 147  | 133  | 143  | 128  |

| 1911 | 1921 | 1926 | 1931 | 1936 | 1946 | 1954 | 1962 | 1968 |
| ---- | ---- | ---- | ---- | ---- | ---- | ---- | ---- | ---- |
| 132  | 99   | 97   | 95   | 79   | 70   | 73   | 74   | 62   |

| 1975 | 1982 | 1990 | 1999 | 2006 | 2007 | 2012 | 2017 | 2022 |
| ---- | ---- | ---- | ---- | ---- | ---- | ---- | ---- | ---- |
| 51   | 61   | 73   | 71   | 90   | 93   | 106  | 111  | 115  |

### Enseignement
Établissements d'enseignements :
- Écoles maternelles et primaires à Savigny, Florémont, Charmes, Brantigny.
- Collèges à Charmes, Mirecourt, Bayon, Châtel-sur-Moselle, Vézelise.
- Lycées à Mirecourt, Thaon-les-Vosges.

### Santé
Professionnels et établissements de santé :
- Médecins à Charmes, Diarville, Vincey, Mirecourt, Mattaincourt.
- Pharmacies à Charmes, Diarville, Vincey, Mirecourt, Portieux, Mattaincourt, Haroué.
- Hôpitaux à Charmes, Mirecourt, Mattaincourt, Châtel-sur-Moselle.

### Cultes
- Culte catholique, Paroisse Saint-Nicolas-du-Haut-du-Mont[32], Diocèse de Saint-Dié.

## Économie

### Entreprises et commerces

#### Agriculture
- Élevage d'autres bovins et de buffles.

#### Tourisme
- Hébergements et restauration à Rugney, Vincey, Mirecourt, Rouvres-en-Xaintois, Govillers, Épinal.

#### Commerces
- Commerces et services de proximité.

## Culture locale et patrimoine

### Lieux et monuments
- L’église Notre-Dame, desservie par le curé de Tantimont[33],[34].
- Les fermes, les maisons d'ouvrier et les maisons de la commune par le service régional de l'Inventaire général du patrimoine culturel[35].
- Fontaine de Saint Romaric (Romarie), marquée par le genre hagiographique[36].
- Fontaine du village à proximité de la mairie[37].
- Monument aux morts[38],[39],[40].

### Personnalités liées à la commune
- Achille, Victor Braux, cheminot résistant du Groupe Lorraine et de la Résistance intérieure française (RIF)[41].

### Héraldique, logotype et devise
| Blason | Blasonnement : Tiercé en bande au 1° de gueules au R oncial d'or ; au 2° d'azur à la barrique d'or cerclée de pourpre, accostée de deux œufs d'argent le tout posé en bande ; au 3° d'or à une huppe fasciée de gueules. Commentaires : La barrique et les œufs évoquent le collage du vin au blanc d'œuf pour le purifier et le rendre limpide. Ceci fait allusion au toponyme Avrainville jadis Apurainville (apurer). Le R indique que saint Romaric est vénéré au village et en même temps que saint Rémi est le patron de la paroisse. La huppe fasciée est celle qui a niché plusieurs années dans la cavité d'un mur de la localité. Armoiries composées par R.A. Louis et B. Georgin et mises à disposition de la commune en février 2015. |

## Pour approfondir